# Pervan Gornji
Pervan Gornji su naseljeno mjesto u sastavu Grada Banje Luke, Republika Srpska, BiH.

## Stanovništvo
| Pervan Gornji      |              |
| godina popisa      | 1991.        |
| Hrvati             | 0            |
| Srbi               | 466 (99,78%) |
| Muslimani          | 0            |
| Jugoslaveni        | 1 (0,21%)    |
| ostali i nepoznato | 0            |
| ukupno             | 467          |